# 英国コンピュータ協会
英国コンピュータ協会（英: British Computer Society、BCS）は、イギリス（および海外）での情報技術活動を代表する職能団体兼学術団体である。英国コンピュータ学会とも。1957年創設。2009年に BCS — The Chartered Institute for IT とブランド名を変更したが、正式名称は変更されていない。

## 概要
100カ国以上に7万人を越える会員がいる。慈善団体として登録されており、1984年に勅許 (Royal Charter) により法人化された。通信技術およびコンピュータ技術の研究と応用を促進し、専門家や一般人の利益のためにICT教育の知識を進展させることを目的としている。
BCSは Engineering Council に加盟しており、イギリスにおけるICTおよび計算機科学の統制に責任を負う。また、CEPIS (Council of European Professional Informatics Societies) にも加盟している。Science Council にも加盟しており、公認科学者 (Chartered Scientist) の認定も行うことができる。
ロンドンのコヴェント・ガーデンの南部にオフィスがある。本部はロンドン西部のスウィンドン（ウィルトシャー）にある。スリランカにもオフィスがある。
会員には季刊のIT専門誌 ITNOW（以前の誌名は The Computer Bulletin）が送られている。

## 歴史
1956年、BCSの前身である "London Computer Group" (LCG) が創設された。BCSは翌年、科学者らの非公式の集まりがLCGに合流する形で形成された。1957年10月、定款を定めて法人化し "The British Computer Society Ltd" となった。初代会長はモーリス・ウィルクスである。
1966年、慈善団体として登録され、1970年には盾と冠を含む紋章が与えられた。
BCSの後援者はケント公爵エドワード王子である。1976年12月に後援者となり、様々な活動に活発に関与している。
2009年9月21日、機構改革が行われ、"BCS — The Chartered Institute for IT" へのブランド変更がなされた。2010年にはBCSの今後の方向性を議論する臨時総会が開催された。

## 運営
BCSは、会長、会長代理、前会長、最大9人の副会長、諮問委員会が選んだ専門家5名から成る理事会で運営される。会長、会長代理、副会長は、前会長と5人の委員による諮問委員会によって選ばれる。
諮問委員会はBCSの方向性や運営について理事会に助言を行い、特に戦略計画と予算の策定に関与する。諮問委員は会員から直接選挙で選ばれる。

## 公認ITプロフェッショナル
BCSはイギリスで唯一ITプロフェッショナルを認定できる職能団体であり、枢密院からその権利を与えられている。したがって、フェローやプロフェッショナル会員に「公認」(Chartered) の認定を行うことができる。それが公認ITプロフェッショナル (Chartered IT Professional) であり、名前の後ろに CITP と付与することで資格を持っていることを示す。

## 会員
BCSの会員は何段階かに分けられている。
名誉会員
- 特別フェロー (DFBCS) - 1971年以来、24人しか与えられていない。

プロフェッショナル会員
- フェロー (FBCS)
- 正会員 (MBCS)

一般会員
- 準会員 (AMBCS)
- 学生会員

グループメンバーシップなど
- アフィリエイト - ITに興味を持っているが、IT関連の職についていない人
- グループメンバーシップ - 組織や企業がBCSにグループとして参加し、その組織内のIT専門家が会員になる。200ほどの組織が参加している。
- 教育アフィリエイト - 教育機関がBCSに参加する仕組み

## 資格認定
BCSはコンピュータ利用者やITプロフェッショナルのための様々な資格認定を行っている。

### BCS Higher Education Qualifications
イギリス以外の国でもこの資格認定を行っている。従来は BCS Professional Examinations と呼ばれていた。次のようなレベルがある。
- Certificate in IT - 大学1年生レベル。合格すると準会員 (AMBCS) になれる。
- Diploma in IT - 大学2年生レベル。合格し、IT系の職に3年間就くと正会員 (MBCS) になれる。
- Professional Graduate Diploma in IT - 大学卒レベル。合格し、IT系の職に2年間就くと正会員 (MBCS) になれる。

### その他の資格認定
Professional Certification (ISEB)
管理・開発・サービスデリバリ・品質保証など様々な分野のIT専門家のための資格体系であり、これを極めていくと「公認ITプロフェッショナル」となる。
ヨーロッパコンピュータドライビングライセンス (ECDL)
国際的なコンピュータ・リテラシー検定。BCSはイギリスでのECDL認定を行っている。
上級ECDL
4つのセクションがあり、全セクションで合格すると "ECDL Expert" と認定され、イギリスではBCSの準会員 (AMBCS) になることもできる。

## 組織
多くの職能団体と同様、BCSには各地に支部があり、専門家のグループがある。2012年現在、イギリス国内に45の支部、海外に14の支部、50以上の専門家グループがある。